# Bartosz Zmarzlik
Bartosz Zmarzlik, né le 12 avril 1995 à Szczecin, est un pilote de speedway polonais. Triple champion du monde de sa discipline (en 2019, 2020 et 2022), il a été désigné sportif polonais de l'année en 2019.

## Biographie

### Jeunesse et débuts

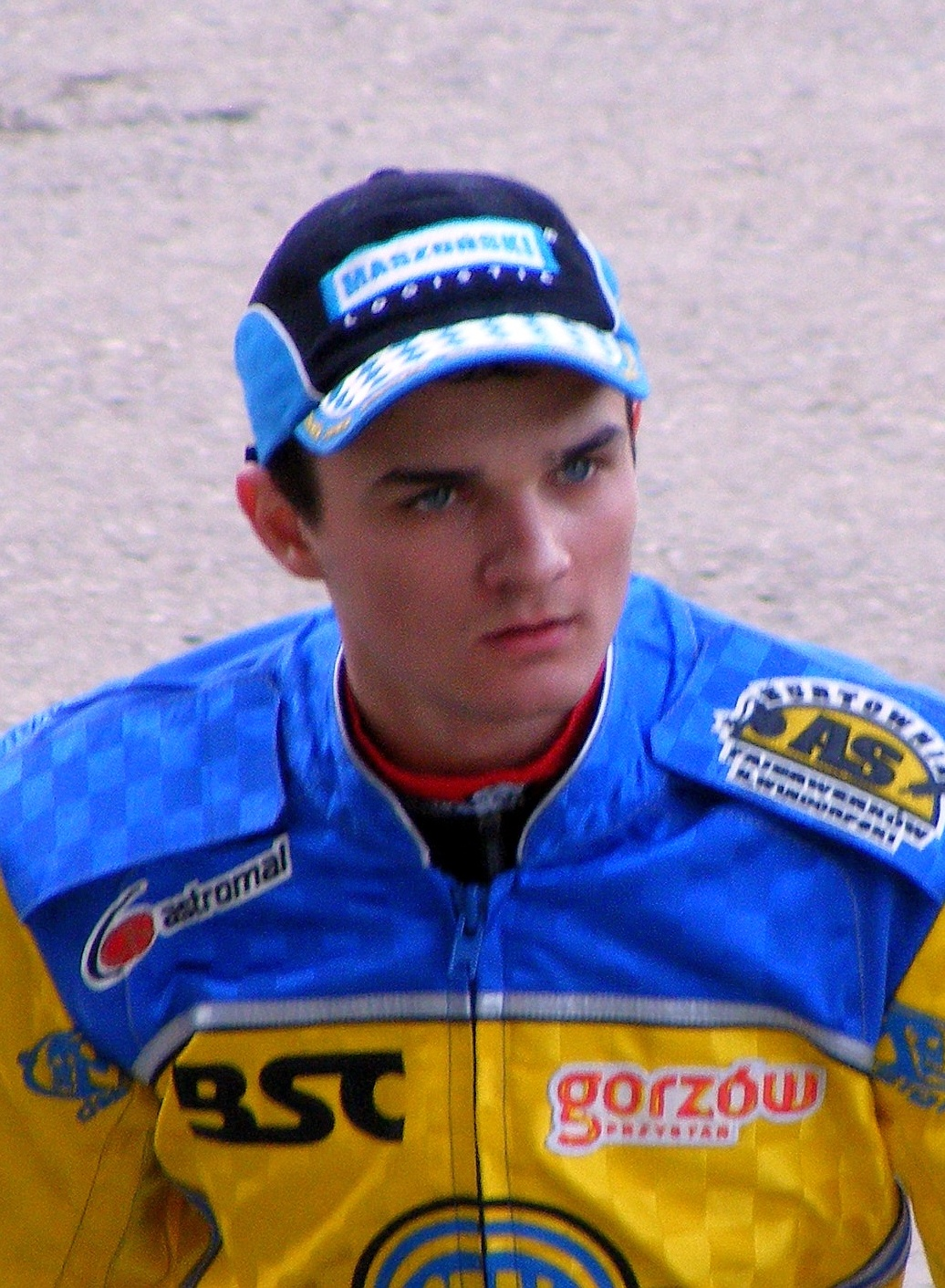
Bartosz Zmarzlik en 2013.

Bartosz Zmarzlik naît le 12 avril 1995 à Szczecin. Dès l'âge de deux ans, il demande à ses parents une petite voiture électrique.
Invité lors du Grand Prix de Pologne 2012, Bartosz Zmarzlik réussit son premier podium en speedway à seulement 17 ans. Deux ans plus tard, le jeune pilote local est de nouveau invité à domicile sur l'ovale de Gorzów Wielkopolski et devient le plus jeune vainqueur en Grand Prix de speedway, un exploit réussi devant un public polonais acquis à sa cause,.
Au début de sa carrière, Bartosz Zmarzlik rencontre son compatriote Tomasz Gollob, champion en 2010, qui devient un mentor qui le conseille. En 2015, il devient champion du monde juniors. 

### Triple champion du titre
En 2019, Bartosz Zmarzlik devient le troisième pilote polonais à remporter le titre de champion du monde de speedway après Jerzy Szczakiel en 1973 et Tomasz Gollob. Ses performances lui valent d'être désigné sportif polonais de l'année 2019 devant le joueur de football Robert Lewandowski.
L'année suivante, Zmarzlik conserve son titre de champion du monde de speedway, une performance qui n’a été réalisé que par deux pilotes avant lui, par Tony Rickardsson (1998 et 1999 ainsi qu’en 2001 et 2022) et Nicki Pedersen (en) (2007 et 2008).
En 2021, le pilote polonais remporte la finale de la ligue polonaise, l’IMP pour Indywidualne Mistrzostwa Polski, pour la première fois de sa carrière en dominant la compétition de bout en bout malgré plusieurs départs difficiles.
En 2022, Bartosz Zmarzlik remporte son troisième titre de champion du monde de speedway à l'âge de 27 ans, alors qu’il n’a toujours pas le permis pour conduire une moto sur la route. Constant dans les premières places tout au long du championnat, le Polonais s'impose sur les étapes de Vojens et Målilla pour s'assurer de remporter un troisième titre mondial avant la dernière étape.

## Palmarès

### Speedway Grand Prix
- Médaille d'or en 2019, 2020, 2022
- Médaille d'argent en 2018
- Médaille de bronze en 2016

### Jeux mondiaux
- Médaille d'or en 2017 avec Maciej Janowski et Patryk Dudek

### Tournoi du casque d'or
- Médaille d'argent en individuel en 2018
- Médaille d'argent en individuel en 2016

## Résultats détaillés en Speedway Grand Prix
| Couleur                                                                   | Résultat        |
| ------------------------------------------------------------------------- | --------------- |
| Or                                                                        | Vainqueur       |
| Argent                                                                    | Deuxième place  |
| Bronze                                                                    | Troisième place |
| Note : Le chiffre indique le nombre de points marqués lors du Grand Prix. |                 |

| Saison | 1   | 2   | 3   | 4   | 5   | 6   | 7   | 8   | 9   | 10  | 11  | 12  | Points | Clas. |
| ------ | --- | --- | --- | --- | --- | --- | --- | --- | --- | --- | --- | --- | ------ | ----- |
| 2012   | NZL | EUR | TCH | SUE | DAN | POL | CRO | ITA | GBR | SCA | NOR | POL | 13     | 20e   |
| 2012   | -   | -   | -   | -   | -   | 13  | -   | -   | -   | -   | -   | -   | 13     | 20e   |
| 2013   | NZL | EUR | SUE | TCH | GBR | POL | DAN | ITA | LET | SLO | SCA | POL | 6      | 21e   |
| 2013   | -   | -   | -   | -   | -   | 6   | -   | -   | -   | -   | -   | -   | 6      | 21e   |
| 2014   | NZL | EUR | FIN | TCH | SUE | DAN | GBR | LET | POL | NOR | SCA | POL | 17     | 18e   |
| 2014   | -   | -   | -   | -   | -   | -   | -   | -   | 17  | -   | -   | -   | 17     | 18e   |
| 2015   | POL | FIN | TCH | GBR | LET | SUE | DAN | POL | SLO | STO | POL | AUS | 17     | 18e   |
| 2015   | 3   | -   | -   | -   | -   | -   | -   | 14  | -   | -   | -   | -   | 17     | 18e   |
| 2016   | SLO | POL | DAN | TCH | GBR | SUE | POL | GER | STO | POL | AUS |     | 128    | 3e    |
| 2016   | 8   | 10  | 7   | 13  | 13  | 10  | 14  | 13  | 12  | 13  | 15  |     | 128    | 3e    |
| 2017   | SLO | POL | LET | TCH | DAN | GBR | SUE | POL | GER | STO | POL | AUS | 121    | 5e    |
| 2017   | 6   | 12  | 6   | 8   | 7   | 16  | 15  | 10  | 2   | 12  | 14  | 13  | 121    | 5e    |
| 2018   | POL | TCH | DAN | SUE | GBR | SCA | POL | SLO | GER | POL |     |     | 129    | 2e    |
| 2018   | 9   | 4   | 10  | 13  | 19  | 14  | 18  | 12  | 15  | 15  |     |     | 129    | 2e    |
| 2019   | POL | SLO | TCH | SUE | POL | SCA | GER | DAN | GBR | POL |     |     | 132    | 1er   |
| 2019   | 10  | 18  | 8   | 8   | 17  | 8   | 16  | 18  | 15  | 14  |     |     | 132    | 1er   |
| 2020   | POL | POL | POL | POL | TCH | TCH | POL | POL |     |     |     |     | 133    | 1er   |
| 2020   | 11  | 16  | 20  | 12  | 20  | 20  | 14  | 20  |     |     |     |     | 133    | 1er   |
| 2021   | TCH | TCH | POL | POL | POL | POL | SUE | RUS | NOR | POL | POL |     | 189    | 2e    |
| 2021   | 11  | 12  | 20  | 20  | 20  | 18  | 20  | 18  | 18  | 12  | 20  |     | 189    | 2e    |
| 2022   | CRO | POL | TCH | GER | POL | GBR | POL | NOR | SUE | POL |     |     | 166    | 1er   |
| 2022   | 20  | 12  | 12  | 18  | 16  | 18  | 12  | 20  | 20  | 18  |     |     | 166    | 1er   |